# Gajim
Gajim es un cliente de software libre de mensajería instantánea para Jabber/XMPP que hace uso del toolkit GTK. Funciona en GNU/Linux, BSD y Windows.

## Objetivo
El objetivo del proyecto Gajim es proveer un cliente XMPP fácil de usar y pleno de prestaciones para los usuarios de GTK. Gajim no requiere GNOME para funcionar, aunque lo hace perfectamente bajo un entorno gráfico GNOME.

## Prestaciones de Gajim
- Ventanas de chat con pestañas
- Salones de conversación (con el protocolo MUC)
- Emoticonos (animados y estáticos), Avatares, Transferencias de archivos, capturador de URLs, Marcadores
- Soporte de metacontactos.
- Icono en el área de notificación
- Soporte TLS y GPG (con soporte SSL)
- Soporte de registro de transportes
- Navegador de Servicios incluyendo Nodos
- Integración con Wikipedia (diccionario y sistema de búsqueda)
- Soporte de múltiples cuentas
- Capacidades D-Bus
- Extensas funcionalidades de administración de historiales de chat
- Consola XML
- Está disponible en varias idiomas, entre ellos el español
- Jingle (videollamadas) desde su versión 0.14.
- Soporte para Plugins, para agregar funcionalidades (OTR, traducción de mensajes entrantes, etc.)

## Prestaciones de la red
Ya que XMPP permite pasarelas hacia otros servicios, que soportan muchos servidores, puede también conectar a las redes de Yahoo! Messenger, AIM, ICQ y .NET Messenger Service. Otros servicios disponibles usando las pasarelas de los servidores incluyen sindicación de noticias RSS y ATOM, envío de mensajes SMS a redes de telefonía móvil y partes meteorológicos. Para más información consulta XMPP.